# Page Belcher
Page Henry Belcher (Jefferson, 21 aprile 1889 – Midwest City, 2 agosto 1980) è stato un politico e avvocato statunitense.

## Carriera
Avvocato con studio ad Enid,, dove per un periodo fu anche giudice municipale, fu attivo nel Partito Repubblicano fin dal 1936. Tra il 1941 e il 1943 fu assistente del deputato Ross Rizley durante il suo primo mandato.
Alle elezioni del 1950 fu il candidato del Partito Repubblicano per il seggio alla Camera dei Rappresentanti nell'ottavo distretto dell'Oklahoma, risultando eletto.
Il distretto fu abolito ed accorpato al primo nel 1952: alle elezioni di quell'anno e per i successivi vent'anni, Belcher rappresentò questo distretto alla camera bassa.
Nel 1972 decise di non ricandidarsi. Dopo il ritiro dalla politica si trasferì a Midwest City, dov'è morto il 2 agosto 1980. È sepolto al cimitero Memorial Park di Enid.